# Carcharhiniformes
Carcharhiniformes представљају највећи ред ајкула који обухвата више од 270 врста, сврстаних у 51 род. Они обухватају доста познатих врста, на пример: тиграсте ајкуле, бик ајкуле, модруљи, Ајкуле чекићаре... Познате су и по томе што се сналазе у готово сваком морском станишту (тј. различитим температурама, дубинама, исхрани...). Ова група Ајкула има нарочито дугу њушку или нос. 
Дуго се расправљало о класификацији ових животиња. У прошлости се за већину ајкула веровало да су посебне, довољно да буду сврстане у посебне породице. Међутим, недавна истраживања која су се фокусирала на ДНК, указала су на то да неке врсте могу припадати више од једној групи. Таквих случајева је било и у овој класи.

## Класификација
Према FishBase, ова класа садржи осам породица.
| Породица        | Слика | Право име          | Родови | Врсте | Опис |
| --------------- | ----- | ------------------ | ------ | ----- | --- |
| Carcharhinidae  |       |                    | 12     | 62    | Carcharhinidae су група ајкула које углавном живе у топлим морским водама, а изузетак је бик ајкула која може да живи и у слатким водама. Овој породици припадају многе познате врсте, на пример: тиграсте ајкуле, модруљи, бик ајкуле и млечне ајкуле. Уобичајене карактеристике овог рода укључују округле очи и пекторална пераја која се налазе иза пет прореза. Већина врста је вивипарно, а младунци се рађају потпуно развијени. Ове ајкуле се у великој мери разликују по величини, неки примерци су мали свега 69 cm док неки већи примерци достишу дужину и до 5.5 m као то је тиграста ајкула. Carcharhinidae су одговорне за велики бројт напада на људе . |
| Hemigaleidae    |       |                    | 4      | 8     | Hemigaleidae су породица ајкула која настањује области од источног Атлантског океана све до Индо-Пацифика у плитким приобалним водама од 100 m. Већина врста су мале, не достижу више од 1,4 m дужине, иако Hemipristis elongatus може да достигне и до 2,4 m. Ове ајкуле имају хоризонталне овалне очи. Имају два дорзална пераја, а са доње стране вентрално пераје. Каудално пераје има снажан вентрални рез. Они се хране разним кошљорибама и бескичмењачима. До сада није забележен ни један случај напда на људе од стране ових ајкула. |
| Leptochariidae  |       |                    | 1      | 1     | Leptochariidae је породица ајкула која обухвата свега једну врсту. То је демерска врста која се налази у обалним водама источног Атлантског океана од Мауританије до Анголе, на дубинама од 10 до 75 m. Настањује блатњава станишта, посебно око речних ушћа. Ову врсту карактерише веома витко тело, дуге бразде на угловима уста и сексуално диморфни зуби. Највећа позната дужина ове ајкуле је 82 cm. Најчешћа храна су им кошљорибе, бескичмењаци и јаја других риба. МУЗП је проценио да је ова врста пред изумирање, јер се често пеца у риболови због њеног меса и коже.                                                                                       |
| Proscylliidae   |       |                    | 3      | 7     | Proscylliidae су породица малих ајкула које живе у тропским морима. Њихова дужина достиже до 1 m дужине. Хране се као и већина других мањих ајкула, кошљорибама и бескичњацима. Младуци ових ајкула се такође потпуно развијају у јајима. |
| Pseudotriakidae |       | Лажне морске мачке | 3      | 4     | Лажне морске мачке су мала породица ајкула коју чине четири врсте. О овој породици нема много информација, сматра се да постоји још врста. У јајима док је младунче ајкуле у периоду фетуса, стварају се хранљиве материје које производи мајка младунчета ајкуле. |
| Scyliorhinidae  |       | Морске мачке       | 17     | >150  | Морске мачке су породица ајкула коју одликују издужене очи као код мачака и два мала дорзална пераја . На телу им се налзе разне шаре попут пруга и пеги. Већина врста су поприлично мале, не расту више од 80 cm изузев неколико врста које могу достићи до 1,6 m дужине. Ове ајкуле настањују умерена и тропска мора широм света, од плитких до дубоких вода (отприлике до 2000 m). Хране се бескичмењацима и мањим рибама . Неке врсте су вивипарне, али већина леже јаја у тешким случајевима. |
| Sphyrnidae      |       | Ајкуле чечекићаре  | 2      | 9     | Ајкуле чекићаре су група ајкула које су распростране широм света у топлијим водама, дуж обала и континенталног прага. Име су добиле по необичној и препознатљивој структури главе, која је глатка и бочно проширене у облику чекића. Имају много специфичних карактеристика, на пример могу да манипулирају својим пленом. За разлику од већине ајкула, чекићари углавном пливају током дана, а плен лове ноћу. |
| Triakidae       |       | Ајкуле гоничи      | 9      | 40    | Ајкуле гоничи се разликују од већине других по томе што имају велика дорзална и анална пераја, као и по специфичном овалном облику очију. Оне су мале до средње величине, у просеку од 37 до 220 cm дужине. Распростране су широм света, најчешће у топлим и умереним морима. Хране се рибама и бескичмењацима у средњим и дубоким деловима мора. |